# 25 anni di Lucio Battisti
25 anni di Lucio Battisti è un album del gruppo musicale italiano Formula 3, pubblicato nel 1993 dall'etichetta discografica RCA Italiana.

## Descrizione
Diciotto brani, scritti e composti dalla coppia Mogol Battisti, sono riproposti dalla Formula 3 in questo album. Quindici sono nuove esecuzioni, mentre tre ( Eppur mi son scordato di te, Non è Francesca e Il tempo di morire) sono versioni del disco 1990.

## Tracce
Testi e musiche di Mogol, Battisti.
1. La canzone del sole – 4:48
2. Il mio canto libero – 5:22
3. Con il nastro rosa – 4:28
4. Eppur mi son scordato di te – 4:09
5. Una donna per amico – 4:34
6. Un'avventura – 3:17
7. Emozioni – 4:52
8. Mi ritorni in mente – 3:58
9. Balla Linda – 4:00
10. Non è Francesca – 3:48
11. Fiori rosa fiori di pesco – 3:20
12. I giardini di marzo – 5:52
13. Una giornata uggiosa – 4:16
14. Si, viaggiare – 4:55
15. Ancora tu – 4:40
16. Pensieri e parole – 4:13
17. Io vorrei...non vorrei...ma se vuoi – 4:52
18. Il tempo di morire – 3:30

Durata totale: 78:54

## Formazione
- Alberto Radius - voce, chitarra elettrica, chitarra acustica
- Tony Cicco - voce, batteria

Altri musicisti
- Mauro Gazzola - tastiera
- Stefano Previsti - tastiera

## Edizioni
- 1993 – CD, RCA Italiana 74321-17295-2, Italia
- 1993 – MC, RCA Italiana 74321-17295-4, Italia